# USS Pampanito (SS-383)
USS Pampanito (SS/AGSS-383) là một  tàu ngầm lớp Balao được Hải quân Hoa Kỳ chế tạo trong Chiến tranh Thế giới thứ hai. Nó là chiếc tàu chiến duy nhất của Hải quân Hoa Kỳ được đặt cái tên này, theo tên một chi cá biển trong họ Cá khế. Nó đã phục vụ trong suốt Thế Chiến II, thực hiện tổng cộng sáu chuyến tuần tra và đánh chìm được năm tàu Nhật Bản với tổng tải trọng 27.332 tấn. Được cho ngừng hoạt động sau khi xung đột chấm dứt vào năm 1946, nó được huy động trở lại vào năm 1960 để tiếp tục phục vụ ngoài biên chế như một tàu huấn luyện, và xếp lại lớp như một "tàu ngầm phụ trợ" AGSS-383 trước khi rút đăng bạ vào năm 1971. Con tàu hiện đang được giữ lại như một tàu bảo tàng tại Fisherman's Wharf, San Francisco và là một Danh lam Lịch sử Quốc gia Hoa Kỳ. Pampanito được tặng thưởng sáu Ngôi sao Chiến trận do thành tích phục vụ trong Thế Chiến II.

## Thiết kế và chế tạo
Thiết kế của lớp Balao được cải tiến dựa trên  tàu ngầm lớp Gato dẫn trước, là một kiểu tàu ngầm hạm đội có tốc độ trên mặt nước cao, tầm hoạt động xa và vũ khí mạnh để tháp tùng hạm đội chiến trận. Khác biệt chính so với lớp Gato là ở cấu trúc lườn chịu áp lực bên trong dày hơn, và sử dụng thép có độ đàn hồi cao (HTS: High-Tensile Steel), cho phép lặn sâu hơn đến 400 ft (120 m). Con tàu dài 311 ft 9 in (95,02 m) và có trọng lượng choán nước 1.526 tấn Anh (1.550 t) khi nổi và 2.424 tấn Anh (2.463 t) khi lặn. Chúng trang bị động cơ diesel dẫn động máy phát điện để cung cấp điện năng cho bốn động cơ điện, đạt được công suất 5.400 shp (4.000 kW) khi nổi và 2.740 shp (2.040 kW) khi lặn, cho phép đạt tốc độ tối đa 20,25 hải lý trên giờ (37,50 km/h) và 8,75 hải lý trên giờ (16,21 km/h) tương ứng. Tầm xa hoạt động là 11.000 hải lý (20.000 km) khi đi trên mặt nước ở tốc độ 10 hải lý trên giờ (19 km/h) và có thể hoạt động kéo dài đến 75 ngày.
Tương tự như lớp Gato dẫn trước, lớp Balao được trang bị mười ống phóng ngư lôi 21 in (530 mm), gồm sáu ống trước mũi và bốn ống phía phía đuôi tàu, chúng mang theo tối đa 24 quả ngư lôi. Vũ khí trên boong tàu gồm một hải pháo 4 inch/50 caliber, một khẩu pháo phòng không Bofors 40 mm nòng đơn và một khẩu đội Oerlikon 20 mm nòng đôi, kèm theo hai súng máy .50 caliber. Trên tháp chỉ huy, ngoài hai kính tiềm vọng, nó còn trang bị ăn-ten radar SD phòng không và SJ dò tìm mặt biển. Tiện nghi cho thủy thủ đoàn bao gồm điều hòa không khí, thực phẩm trữ lạnh, máy lọc nước, máy giặt và giường ngủ cho hầu hết mọi người, giúp họ chịu đựng cái nóng nhiệt đới tại Thái Bình Dương cùng những chuyến tuần tra kéo dài đến hai tháng rưỡi.
Pampanito được đặt lườn tại Xưởng hải quân Portsmouth ở Kittery, Maine vào ngày 15 tháng 3, 1943. Nó được hạ thủy vào ngày 12 tháng 7, 1943, được đỡ đầu bởi bà James Wolfender, và được cho nhập biên chế cùng Hải quân Hoa Kỳ vào ngày 6 tháng 11, 1943 dưới quyền chỉ huy của Hạm trưởng, Thiếu tá Hải quân Charles Barzzellious Jackson, Jr.

## Lịch sử hoạt động

### 1944
Sau khi hoàn tất việc chạy thử máy huấn luyện ngoài khơi New London, Connecticut, Pampanito băng qua kênh đào Panama để đi sang khu vực Thái Bình Dương, đi đến Trân Châu Cảng, Hawaii vào ngày 14 tháng 2, 1944.

#### Chuyến tuần tra thứ nhất
Trong chuyến tuần tra đầu tiên trong chiến tranh từ ngày 15 tháng 3 đến ngày 2 tháng 5, Pampanito hoạt động tại các lối tiếp cận hướng Tây Nam đến Saipan và Guam thuộc quần đảo Mariana. Sau đó nó làm nhiệm vụ tìm kiếm và giải cứu về phía Nam đảo Yap, và đã phóng trúng hai quả ngư lôi vào một tàu khu trục đối phương. Nó kết thúc chuyến tuần tra khi quay trở về Trân Châu Cảng ngang qua đảo Midway, nơi nó được tái trang bị và sửa chữa những hư hại bởi mìn sâu đối phương.

#### Chuyến tuần tra thứ hai
Khởi hành vào ngày 3 tháng 6 cho chuyến tuần tra thứ hai, Pampanito đi đến khu vực hoạt động ngoài khơi các đảo chính quốc Kyūshū, Shikoku, và Honshū. Vào ngày 23 tháng 6, một tàu ngầm Nhật Bản đã phóng hai quả ngư lôi nhắm vào nó, nhưng bị trượt. Đến ngày 6 tháng 7, nó gây hư hại cho một tàu pháo đối phương, rồi quay trở về căn cứ Midway vào ngày 23 tháng 7.

#### Chuyến tuần tra thứ ba
Trong chuyến tuần tra thứ ba từ ngày 17 tháng 8 đến ngày 28 tháng 9, Pampanito hoạt động trong thành phần một đội tấn công phối hợp ("Bầy sói") vốn bao gồm các tàu ngầm Growler (SS-215) và Sealion (SS-315), và tuần tra tại biển Đông. Lúc 22 giờ 54 phút ngày 12 tháng 9, ở vị trí khoảng 240 mi (390 km) về phía Nam Hong Kong, nó phóng ba quả ngư lôi nhắm vào mục tiêu, và một quả trúng đích khiến tàu chở quân Kachidori Maru (10.509 tấn) đắm lúc 23 giờ 37 phút tại tọa độ 19°18′B 111°53′Đ / 19,3°B 111,883°Đ, 12 thủy thủ cùng 476 hành khách (bao gồm tù binh chiến tranh Đồng Minh) đã thiệt mạng cùng con tàu. Cùng khoảng thời gian đó tàu chở dầu Zuihō Maru (5.135 tấn) cũng bị Pampanito phóng ngư lôi đánh chìm tại tọa độ 19°23′B 111°50′Đ / 19,383°B 111,833°Đ; không có thiệt hại nhân mạng, nhưng bị mất 8.000 tấn xăng máy bay và dầu.
Trước đó, tàu chở hành khách SS Rakuyō Maru, với 1.317 tù binh người Anh và Australia trên tàu, bị tàu ngầm Sealion phóng trúng ngư lôi lúc 05 giờ 00, và cuối cùng đắm lúc 18 giờ 20 phút. Binh lính và hành khách Nhật Bản được các tàu hộ tống cứu vớt, trong khi số tù binh Đồng Minh trên Rakuyō Maru và Kachidori Maru bị bỏ lại trên biển với một số bè và xuồng. Tổng cộng có 1.159 tù binh đã thiệt mạng, bao gồm khoảng 350 người trên bè bị bom và pháo từ tàu chiến Nhật giết hại khi họ cố gắng bơi vào bờ. Đến ngày 15 tháng 9, Pampanito quay trở lại hiện trường và bắt gặp số người bám trên các bè tự chế; nó cứu vớt được 73 người đồng thời thông báo cho các tàu ngầm trong khu vực, bao gồm Sealion, Barb (SS-220) và Queenfish (SS-393), đến hỗ trợ cho việc cứu vớt. Nó đã đưa số tù binh Đồng Minh đến Saipan, rồi quay trở về căn cứ Trân Châu Cảng.

#### Chuyến tuần tra thứ tư
Chuyến tuần tra thứ tư của Pampanito từ ngày 28 tháng 10 đến ngày 30 tháng 12 diễn ra ngoài khơi Đài Loan và dọc theo bờ biển Đông Nam Trung Quốc; nó hoạt động trong thành phần một đội tấn công phối hợp "Bầy sói" bao gồm các tàu ngầm Sea Cat (SS-399), Pipefish (SS-388), và Searaven (SS-196). Vào ngày 19 tháng 11, nó đã đánh chìm tàu chở hàng Shinko Maru số 1 (1.200 tấn), cùng gây hư hại cho một tàu đối phương khác trước khi quay trở về căn cứ Fremantle, Australia để tái trang bị.

### 1945

#### Chuyến tuần tra thứ năm
Trong chuyến tuần tra thứ năm từ ngày 23 tháng 1 đến ngày 12 tháng 2, 1945, Pampanito cùng với tàu ngầm Guavina (SS-362) hoạt động trong khu vực phía Nam biển Đông. Vào ngày 6 tháng 2, tại vị trí khoảng 260 mi (420 km) phía Nam Sài Gòn, nó phóng ngư lôi đánh trúng tàu chở dầu Engen Maru (6.968 tấn), ít nhất một quả đã trúng phòng động cơ khiến chiếc tàu chở dầu nổ tung và đắm lúc 21 giờ 57 phút tại tọa độ 06°31′B 106°12′Đ / 6,517°B 106,2°Đ; 44 hành khách và thủy thủ đoàn đã thiệt mạng. Hai ngày sau đó, tại vị trí khoảng 235 mi (378 km) về phía Tây Nam Vũng Tàu, nó tiếp tục phóng ba quả ngư lôi đánh chìm chiếc tàu chở hành khách-hàng hóa Eifuku Maru (3.520 tấn) tại tọa độ 07°05′B 104°50′Đ / 7,083°B 104,833°Đ, 335 binh lính thủy quân cùng bốn thủy thủ đã tử trận. Chiếc tàu ngầm kết thúc chuyến tuần tra và quay về căn cứ tại vịnh Subic Philippines để tái trang bị.

#### Chuyến tuần tra thứ sáu
Trong chuyến tuần tra cuối cùng của nó trong chiến tranh, Pampanito hoạt động phối hợp cùng các tàu ngầm Caiman (SS-323), Sealion (SS-315) và Mingo (SS-261) trong khu vực vịnh Thái Lan. Nó chỉ phát hiện một mục tiêu trong chuyến này, và lên đường quay trở về Trân Châu Cảng.

### 1946 - 1971
Pampanito tiếp tục quay về vùng bờ Tây để sửa chữa và đại tu, rồi lên đường vào ngày 1 tháng 8 để quay trở lại Trân Châu Cảng. Sau khi Nhật Bản chấp nhận đầu hàng vào ngày 15 tháng 8, giúp chấm dứt vĩnh viễn cuộc xung đột, nó được lệnh quay trở về San Francisco và được cho xuất biên chế tại Xưởng hải quân Mare Island vào ngày 15 tháng 12, 1945, được đưa về hạm đội Dự bị Thái Bình Dương.
Chiếc tàu ngầm được giữ lại thành phần dự bị cho đến tháng 4, 1960, khi nó được điều sang phục vụ cho việc huấn luyện của Hải quân Dự bị Hoa Kỳ tại Xưởng hải quân Mare Island. Nó được xếp lại lớp như một "tàu ngầm phụ trợ" và mang ký hiệu lườn mới AGSS-383, từ ngày 6 tháng 11, 1962. Tuy nhiên Pampanito vẫn tiếp tục phục vụ như tàu huấn luyện dự bị tại Vallejo, California, cho đến khi được rút tên khỏi danh sách Đăng bạ Hải quân vào ngày 20 tháng 12, 1971.

## Tàu bảo tàng
Pampanito được chuyển thành một đài tưởng niệm và là tàu bảo tàng tại San Francisco vào ngày 21 tháng 11, 1975, được chuyển cho Maritime Park Association (trước đây là National Maritime Museum Association) vào ngày 20 tháng 5, 1976, và mở cho công chúng tham quan từ ngày 15 tháng 3, 1982. Con tàu được liệt kê trong Sổ bộ Địa danh Lịch sử Quốc gia Hoa Kỳ vào ngày 14 tháng 1, 1986, và được công nhận là một Danh lam Lịch sử Quốc gia Hoa Kỳ.

## Những hình ảnh

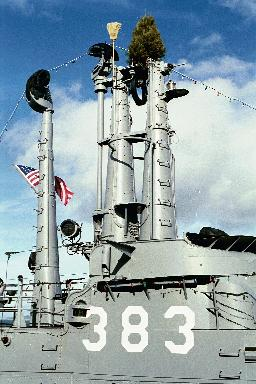
Tháp chỉ huy USS Pampanito.
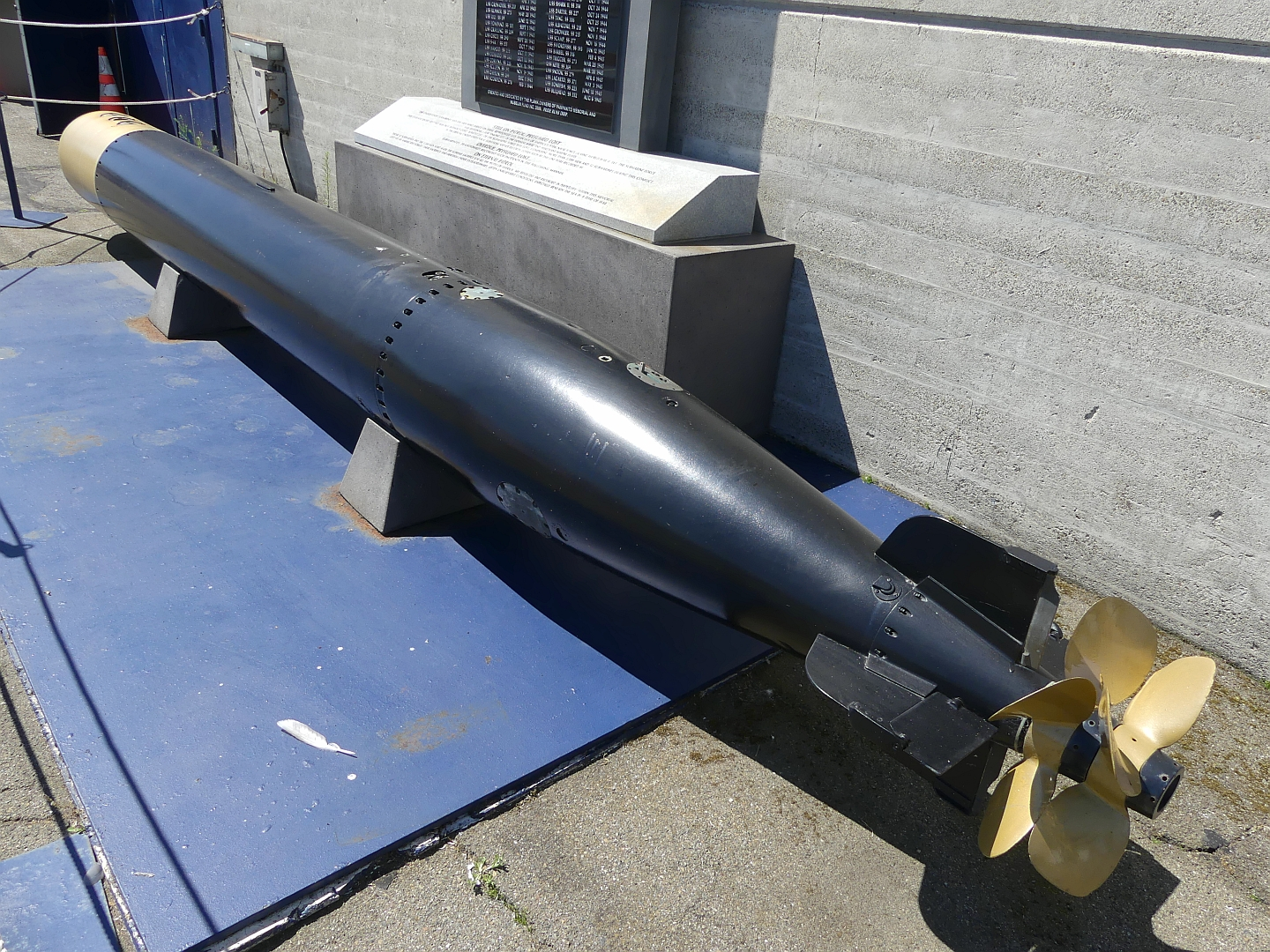
Ngư lôi Mark XIV được trưng bày phía trước USS Pampanito.

## Phần thưởng
Pampanito được tặng thưởng sáu Ngôi sao Chiến trận do thành tích phục vụ trong Thế Chiến II. Nó được ghi công đã đánh chìm năm tàu Nhật Bản với tổng tải trọng 27.332 tấn.
|  |                           |  |
|  | Silver star · Bronze star |  |

| Dãi băng Hoạt động Tác chiến  |                                                                         |                                      |
| Huân chương Chiến dịch Hoa Kỳ | Huân chương Chiến dịch Châu Á-Thái Bình Dương với 6 Ngôi sao Chiến trận | Huân chương Chiến thắng Thế Chiến II |